# Gustav Friedrich von Isenburg-Büdingen
Gustav Friedrich rigsgreve von Isenburg-Büdingen (født 7. august 1715, død 12. februar 1768) var en tysk greve i dansk militær tjeneste.
Han var søn af Ernst Casimir, regerende greve af Büdingen, og Christine Eleonore f. grevinde
af Stolberg. Sidstnævnte var søskendebarn af Christian 6. og søster til hans fortrolige ven grev Christian Ernst zu Stolberg-Wernigerode, og det bånd, der således bandt slægten til den danske konge, knyttedes end fastere ved, at Büdingen var et af de "fromme Grevehuse", der bar pietismen frem i Tyskland. Gustav, den næstældste af sønnerne (født 7. august 1715), blev efter at være uddannet på militærakademiet i Berlin 1737 dansk kammerherre og kaptajn, først ved Kronprinsens Regiment, men endnu samme år ved Grenaderkorpset. 1741-42 var han brigademajor ved hjælpekorpset i Hannover og blev 1743 kgl. generaladjudant samt designeret til under den truende krig med Sverige at forrette tjeneste hos overgeneralen. Da han 1749 ved faderens død og sin ældre broders renunciation tiltrådte regeringen i Büdingen, gjorde dette ingen forandring i hans stilling her i landet, hvortil vel især har bidraget, at han samme år (21. november) ægtede Dorothea Frederikke Benedicte komtesse Reventlow (f. 13. oktober 1734), datter af gehejmekonferensråd Conrad Ditlev greve Reventlow til grevskabet Reventlow og Vilhelmine Augusta f. prinsesse af Plön. Samme år blev Isenburg Ridder af Dannebrog, 1752 af l'union parfaite, som hans hustru ligeledes fik (1754). Efter 1751 at have fået obersts karakter blev han 1753 chef for Kongens Livregiment til fods. Med dette gik han til Holsten, da hæren 1758 blev mobiliseret, blev 1759 generalmajor og 1762 oberstløjtnant ved (d.e. Kommandør for) Grenaderkorpset, medens han tillige førte en brigade.
Om Isenburg som militær er der i det hele næppe synderligt at sige, hverken godt eller ondt; der er klaget over, at han under indrykningen i Mecklenburg 1763 ikke holdt tilbørlig disciplin. Ved omorganisationen samme år blev Grenaderkorpset opløst og Isenburg-Büdingen sat på ventepenge, dog med udsigt til fornyet ansættelse. Hans helbred var imidlertid nedbrudt, til dels som følge af stærke drikke, og hans økonomiske tilstand lige så slet, skønt han efter svigerfaderen (d. 1750) havde arvet en betydelig formue, bl.a. godserne Tølløsegård med Søgård ved Holbæk og Sehested ved Egernførde. Disse måtte han nu sælge, og hans rigsgrevskab, som han skal have overtaget i en ret blomstrende forfatning, kom under administration. Isenburg-Büdingen tog derfor orlov og drog hjem til Büdingen. Her mistede han 20. december 1766 sin hustru, men giftede sig trods alt 5. december 1767 2. gang med Auguste Friederike grevinde af Stolberg (f. 4. september 1743), datter af hans fætter, den regerende greve af Wernigerode, Heinrich Ernst. Allerede 12. februar 1768 døde Isenburg-Büdingen; at han til det sidste har været vel anskrevet ved det danske hof, fremgår af, at hans hustru kort forud var blevet dame de l'union parfaite.
Da han kun efterlod døtre, overtog nu hans ældre broder, grev Ludwig Casimir von Isenburg-Büdingen regeringen.